# Внутриканальные наушники

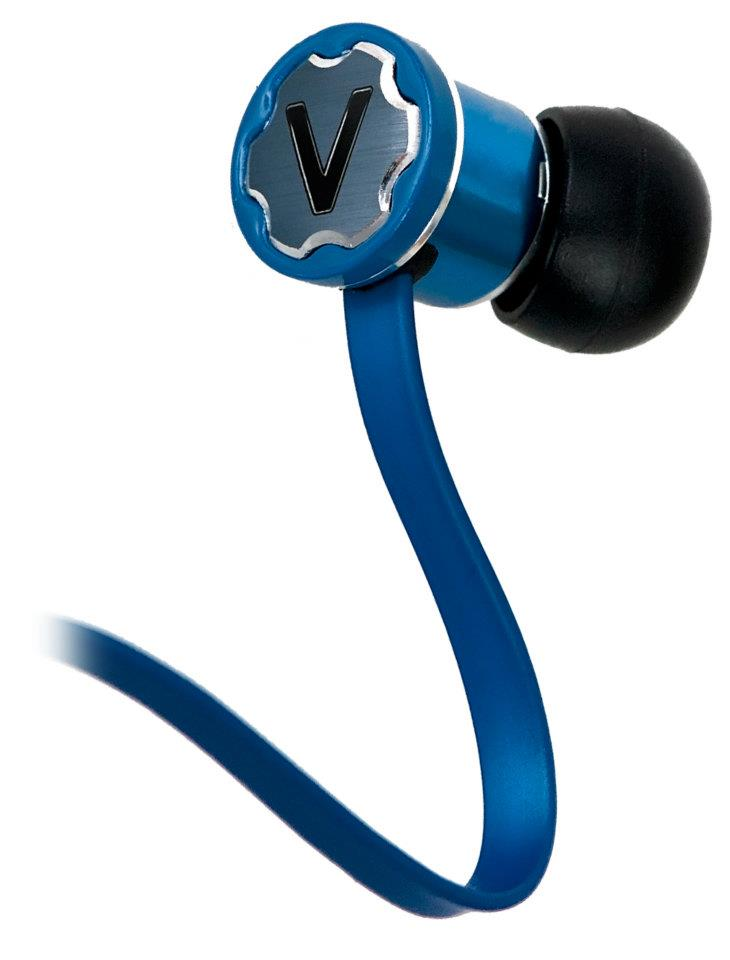
Пример проводных внутриканальных наушников

«Внутрикана́льные нау́шники» (вакуумные, затычки, заглушки, ухо-мониторы, или IEMs) — наушники, по внешнему виду похожие на вкладыши. Внутриканальные наушники входят в ушной канал на некоторую глубину и полностью затыкают ухо, обеспечивая хорошую звукоизоляцию от внешних шумов. Такое решение позаимствовано от слуховых аппаратов и наушников-мониторов, которые музыканты используют на сцене. Впервые такая конструкция использована в 1895 году Томасом Эдисоном для прослушивания звука устройства под названием «Кинетофон».
Принципиальное отличие внутриканальных наушников от вставных заключается в том, что «затычки» герметизируют ушной канал, поэтому звуковые колебания передаются по изолированному от атмосферы воздушному столбу. Это позволяет многократно уменьшить амплитуду колебаний мембраны, а также значительно расширить диапазон частот.
Иногда дизайн внутриканальных наушников основывают на обычных вкладышах, добавляя герметизирующие амбушюры. Это позволяет увеличить полезный объем наушников за счёт использования внутреннего объёма ушной раковины, а не только слухового канала.
Внутриканальные наушники имеют малый вес, поэтому пользоваться ими очень удобно в паре с портативными медиаплеерами. Один из недостатков наушников — несколько ограниченная передача верхнего диапазона частот.
Помимо обычных проводных наушников, на рынке есть множество беспроводных наушников такого типа. Как правило, наушники со встроенными аккумуляторами перед и после использования вставляются в зарядную станцию ("кейс"), также имеющую свой аккумулятор, но уже существенно большей ёмкости по сравнению с ёмкостью аккумуляторов в наушниках.